# Élections municipales de 2001 dans l'Aisne
Les élections municipales françaises de 2001 ont eu lieu le 11 et 18 mars 2001. Le département de l'Aisne comptait 816 communes, dont 12 de plus de 3 500 habitants où les conseillers municipaux étaient élus selon un scrutin de liste avec représentation proportionnelle.

## Maires élus
Les maires élus à la suite des élections municipales dans les communes de plus de 3 500 habitants sont :
| Communes             | Population | Maire sortant       | Parti | Parti | Maire élu           | Parti | Parti |
| -------------------- | ---------- | ------------------- | ----- | ----- | ------------------- | ----- | ----- |
| Saint-Quentin        | 59 066     | Pierre André        |       | RPR   | Pierre André        |       | RPR   |
| Soissons             | 29 453     | Claude Parisot      |       | RPR   | Claude Parisot      |       | RPR   |
| Laon                 | 26 265     | Jean-Claude Lamant  |       | RPR   | Antoine Lefèvre     |       | RPR   |
| Tergnier             | 15 069     | Jacques Desallangre |       | MDC   | Jacques Desallangre |       | MDC   |
| Château-Thierry      | 14 967     | Dominique Jourdain  |       | PS    | Dominique Jourdain  |       | PS    |
| Chauny               | 12 523     | Marcel Lalonde      |       | DVD   | Marcel Lalonde      |       | DVD   |
| Hirson               | 10 337     | Jean-Jacques Thomas |       | PS    | Jean-Jacques Thomas |       | PS    |
| Villers-Cotterêts    | 9 839      | Georges Bouaziz     |       | PS    | Renaud Bellière     |       | UDF   |
| Bohain-en-Vermandois | 6 600      | Gaston Houriez      |       | DVG   | Daniel Dormion      |       | PS    |
| Gauchy               | 5 621      | Serge Monfourny     |       | IDG   | Serge Monfourny     |       | IDG   |
| Guise                | 5 901      | Daniel Cuvelier     |       | PS    | Daniel Cuvelier     |       | PS    |
| Belleu               | 4 031      |                     |       | DVG   | Bernard Gregoire    |       | PS    |
| Saint-Michel         | 3 656      | Thierry Verdavaine  |       | PS    | Paul Cherdon        |       | DVD   |

### Résultats en nombre de maires
| Partis       | Partis                             | Maires sortants | Maires élus | Évolution     |
| ------------ | ---------------------------------- | --------------- | ----------- | ------------- |
|              | Parti socialiste                   | 5               | 5           | en stagnation |
|              | Initiative démocratique de gauche  | 1               | 1           | en stagnation |
|              | Mouvement des citoyens             | 1               | 1           | en stagnation |
|              | Divers gauche                      | 2               | 0           | 2             |
| Total gauche | Total gauche                       | 9               | 7           | 2             |
|              | Rassemblement pour la République   | 3               | 3           | en stagnation |
|              | Divers droite                      | 1               | 2           | 1             |
|              | Union pour la démocratie française | 0               | 1           | 1             |
| Total droite | Total droite                       | 4               | 6           | 2             |
| Total        | Total                              | 13              | 13          | -             |

## Résultats dans les communes de plus de3 000 habitants

### Laon
- Maire sortant : Jean-Claude Lamant (RPR).
- Maire élu : Antoine Lefèvre (RPR).

| Candidat       | Candidat           | Parti                     | Premier tour | Premier tour | Premier tour | Second tour | Second tour | Sièges | Sièges |
| Candidat       | Candidat           | Parti                     | Voix         | %            | +/-          | Voix        | %           | -      | +/-    |
| -------------- | ------------------ | ------------------------- | ------------ | ------------ | ------------ | ----------- | ----------- | ------ | ------ |
|                | Antoine Lefèvre    | RPR-UDF                   | 4 019        | 48,53        | 6,8          | 4 595       | 50,15       | 27     | 0      |
|                | Claude Carême      | Gauche plurielle (PS-PCF) | 3 388        | 40,91        | 6,4          | 4 005       | 43,71       | 7      | 1      |
|                | Jean-Loup Pernelle | LO                        | 875          | 10,57        | Nv           | 562         | 6,13        | 1      | 1      |
|                |                    |                           |              |              |              |             |             |        |        |
| Exprimés       | Exprimés           | Exprimés                  | 8 282        | 95,05        |              | 9 162       | 97,31       |        |        |
| Blancs et nuls | Blancs et nuls     | Blancs et nuls            | 431          | 4,95         | 253          | 2,69        |             |        |        |
| Total          | Total              | Total                     | 8 713        | 65,13        | -            | 9 415       | 61,55       |        |        |
| Abstention     | Abstention         | Abstention                | 6 583        | 34,87        |              | 5 881       | 38,45       |        |        |
| Inscrits       | Inscrits           | Inscrits                  | 15 296       | 100,00       | 15 296       | 100,00      |             |        |        |

### Saint-Quentin
- Maire sortant : Pierre André (RPR), réélu.

|                 | Pierre André*      | RPR - UDF                                     | 15 983 | 70,87  | 28,2 |  |
|                 | Odette Grzegrzulka | Gauche plurielle (PS – PCF - Les Verts - MDC) | 5 532  | 24,53  | 29,1 |  |
|                 | Daniel Huriez      | LO                                            | 1 038  | 4,60   | 1,6  |  |
|                 |                    |                                               |        |        |      |  |
| Exprimés        | Exprimés           | Exprimés                                      | 22 553 | 96,78  |      |  |
| Blancs et nuls  | Blancs et nuls     | Blancs et nuls                                | 750    | 3,22   |      |  |
| Total           | Total              | Total                                         | 23 303 | 68,73  |      |  |
| Abstention      | Abstention         | Abstention                                    | 10 602 | 31,27  |      |  |
| Inscrits        | Inscrits           | Inscrits                                      | 33 905 | 100,00 |      |  |
| * maire sortant |                    |                                               |        |        |      |  |

### Soissons
- Maire sortant : Claude Parisot (RPR), réélu.

|                 | Claude Parisot*         | RPR                       | 4 555  | 51,13  | 7,0 |  |  |
|                 | Jean-Marc Souvré        | Gauche plurielle (PS-PCF) | 2 837  | 31,57  | 1,9 |  |  |
|                 | Wallerand de Saint-Just | FN                        | 934    | 10,48  | 0,4 |  |  |
|                 |                         |                           |        |        |     |  |  |
| Exprimés        | Exprimés                | Exprimés                  | 8 909  | 96,41  |     |  |  |
| Blancs et nuls  | Blancs et nuls          | Blancs et nuls            | 332    | 3,59   |     |  |  |
| Total           | Total                   | Total                     | 9 241  | 58,17  |     |  |  |
| Abstention      | Abstention              | Abstention                | 6 646  | 41,83  |     |  |  |
| Inscrits        | Inscrits                | Inscrits                  | 15 887 | 100,00 |     |  |  |
| * maire sortant |                         |                           |        |        |     |  |  |